# Manuel Traver (motociclista)
Manuel Traver   (p. dècada del 1930) és un antic pilot de motociclisme i d'automobilisme català. Participà en curses motociclistes des de finals de la dècada del 1950 i començaments de la 1960 amb motocicletes de diverses marques, entre elles Evycsa, MAF, Mòndial, Sansón, Ducson i Bultaco. El 1961 es proclamà campió d'Espanya de resistència en la categoria de 125 cc juntament amb Jaume Bordoy en guanyar les 24 Hores de Montjuïc en la seva categoria.
Pel que fa a l'automobilisme, fou pioner del kàrting a l'estat espanyol. Competí amb l'Escuderia Pájaros Azules a començaments dels seixanta i després fitxà per l'Escuderia Artés, amb la qual guanyà nombroses curses fins a la dècada de 1970, entre elles el Trofeu Ciutat de Sabadell, el Ciutat de Granollers i les 6 Hores de Barcelona de karts. També fou subcampió de Catalunya de Fórmula 4 el 1969 amb un Artés Guepardo-OSSA.